# Bertold Bretholz

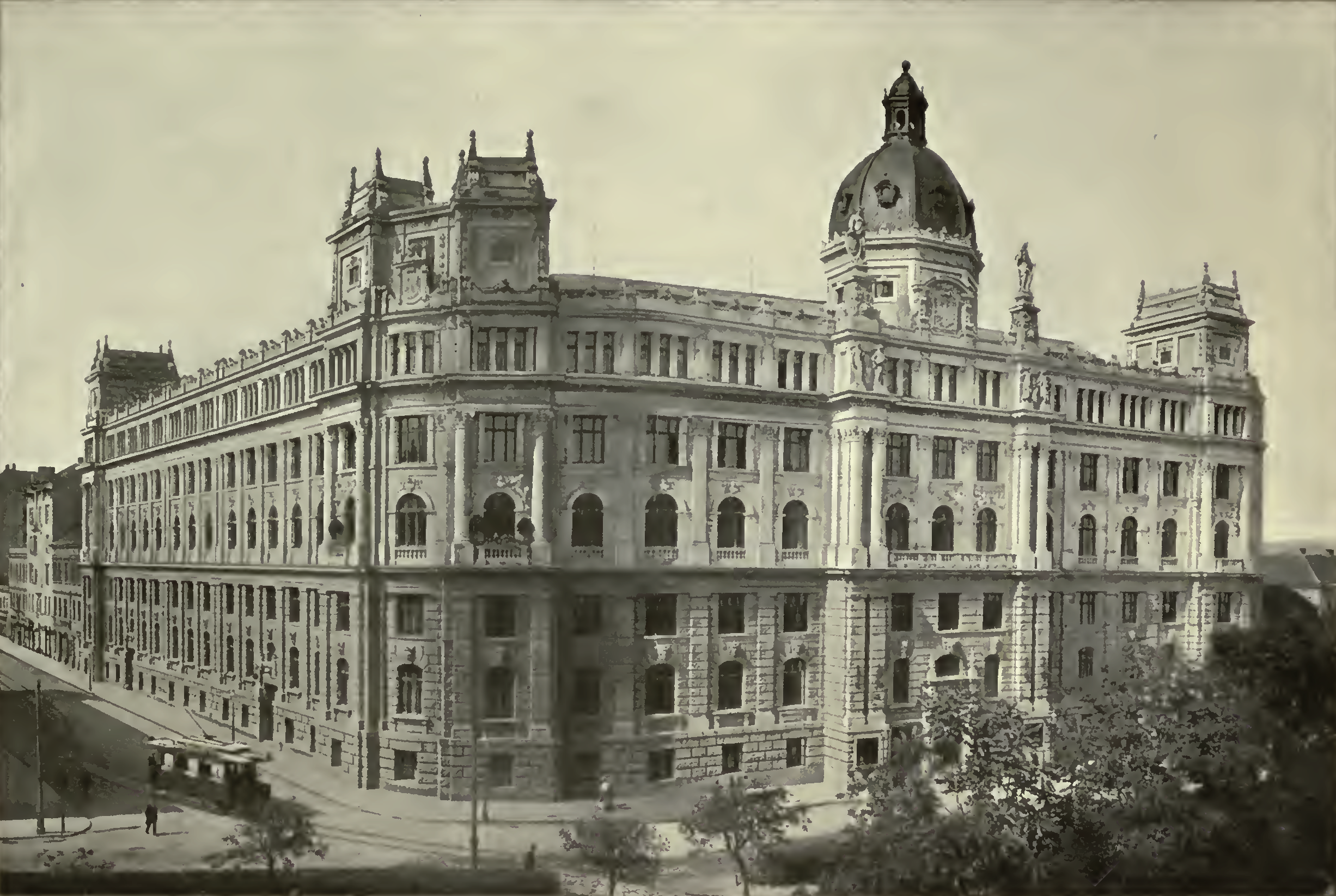
Moravský zemský archiv roku 1908, pracoviště Bertolda Bretholze

Bertold Bretholz, narozen jako Salamon Berthold Bretholz, jméno uváděno také jako Berthold, (9. července 1862 Příbor – 27. listopadu 1936 Brno) byl moravský historik, editor a archivář.

## Život
Studoval na Vídeňské univerzitě a na Ústavu pro rakouský dějezpyt. Vedl brněnský městský archiv, působil v Moravském zemském archivu, kde se stal i ředitelem. Sepisoval dějiny Moravy a podílel se na vydávání edice Codex diplomaticus et epistolaris Moraviae. Mezi obory jeho zájmu patřila Kosmova kronika česká, kterou připravil pro vydání v Monumenta Germaniae Historica. Vypracoval teorii o tom, že Němci do Čech nepřišli při kolonizacích, ale žili tam spolu se Slovany od jejich příchodu na území. Ve zpochybnění této teorie se výrazně angažoval Josef Pekař.

## Dílo
- Geschichte Mährens, 2 svazky (do roku 1197), 1895
- Brünns Stadtbilder, 1898
- Geschichte der Stadt Brünn, 1911
- Geschichte Böhmens und Mährens bis zum Aussterben der Přemysliden, 1912
- Neuere Geschichte Böhmens, 1920
- Geschichte Böhmens und Mährens, 4 svazky (do roku 1914), 1921–1925
- Lese- und Quellenbuch zur böhmisch-mährischen Geschichte, 1927
- Geschichte der Juden in Mähren im Mittelalter, 1934
- Quellen zur Geschichte der Juden in Mähren vom XI. bis zum XV. Jahrhundert, 1935